# Myadestes lanaiensis
El solitario olomao (Myadestes lanaiensis) es una especie de ave paseriforme de la familia Turdidae endémica de las islas de Maui, Lānaʻi y Molokaʻi, en el archipiélago de Hawái.
Está clasificado como en peligro crítico por la posibilidad de que una población extremadamente pequeña pueda sobrevivir todavía, aunque el último avistamiento confirmado se produjo en Molokai en 1980 y en Lanai en 1933. En el siglo XIX era considerado común y abundante en las tres islas, pero el desmonte de las tierras, incluido el establecimiento y posterior desarrollo de Lanai City, y la malaria aviar causada por mosquitos introducidos diezmó la especie. 

## Taxonomía
Los solitarios de Maui pueden haber constituido una subespecie o raza diferente, pero se extinguieron antes de que pudiera llevarse a cabo ningún estudio. Se reconocen dos subespecies:
- M. l. lanaiensis - ruiseñor de Lānaʻi
- M. l. rutha - ruiseñor de Molokaʻi